# Concord Falls
Die Concord Falls sind eine Folge von drei Wasserfällen auf der Karibikinsel Grenada.

## Geographie
Die Wasserfälle (Concord, Au Coin und Fontainbleu) liegen im Parish Saint John in einer Muskatnuss-Plantage. Der Wasserfall ist von Marigot aus zu erreichen. Von der Straße ist es eine ca. 45-minütige Wanderung. Der Fall Fontainbleu stürzt über eine Kaskade von 19,8 m in einen kleinen Pool.